# Mannaberg Rózsi
Mannaberg Rózsi, teljes nevén Mannaberg Rózsa Eszter (Budapest, 1895. április 18. – Budapest, 1986. április 6.) magyar zongoraművész, pedagógus. Sebestyén Sándor gordonkaművész felesége, Sebestyén János csembaló- és orgonaművész anyja.

## Élete
Mannaberg Manó (1828–1914) morvaországi születésű ecet- és likőrgyáros és Singer Katalin (1862–1940) lánya. 1908-tól a Nemzeti Zenedében Tomka István és Székely Arnold tanítványa volt, majd 1920–1921-ben Berlinben Ella Pancieránál és Wilhelm Backhausnál képezte magát tovább. 1918–21-ben a Nemzeti Zenede tanárnője, 1921–1926 között férjével a svédországi Göteborgban dolgozott, a Stora Teater operatársulatának korrepetitoraként. Szonátaesteket adott férjével és 1924-től a svéd rádió göteborgi adásaiban szerepelt. 1926-tól Budapesten élt, szóló szerepléseit folytatta, a Székesfővárosi Zenekarral versenyműveket játszott. 1927-től gyakori szereplője volt a Magyar Rádiónak. 1922-ben kikeresztelkedett a református vallásra.
A budapesti Farkasréti temetőben helyezték végső nyugalomra.
Házastársa Sebestyén Sándor volt, akivel 1921. március 21-én Budapesten kötött házasságot.